# Olallamys albicauda
Olallamys albicauda је врста глодара из породице Echimyidae. 

## Распрострањење
Колумбија је једино познато природно станиште врсте.

## Станиште
Врста Olallamys albicauda има станиште на копну.

## Угроженост
Подаци о распрострањености ове врсте су недовољни.

### Популациони тренд
Популациони тренд је за ову врсту непознат.